# Batalla d'Austerlitz
La batalla d'Austerlitz (en txec Bitva o Slavkov u Brna) també coneguda com la batalla dels Tres Emperadors, va ser una de les majors victòries de Napoleó I de França, que de manera eficaç va destruir la Tercera Coalició contra el Primer Imperi francès. Va tenir lloc a la ciutat moraviana de Slavkov, més coneguda amb el seu nom alemany Austerlitz, que a l'època de la batalla era la cultura dominant.

## Antecedents

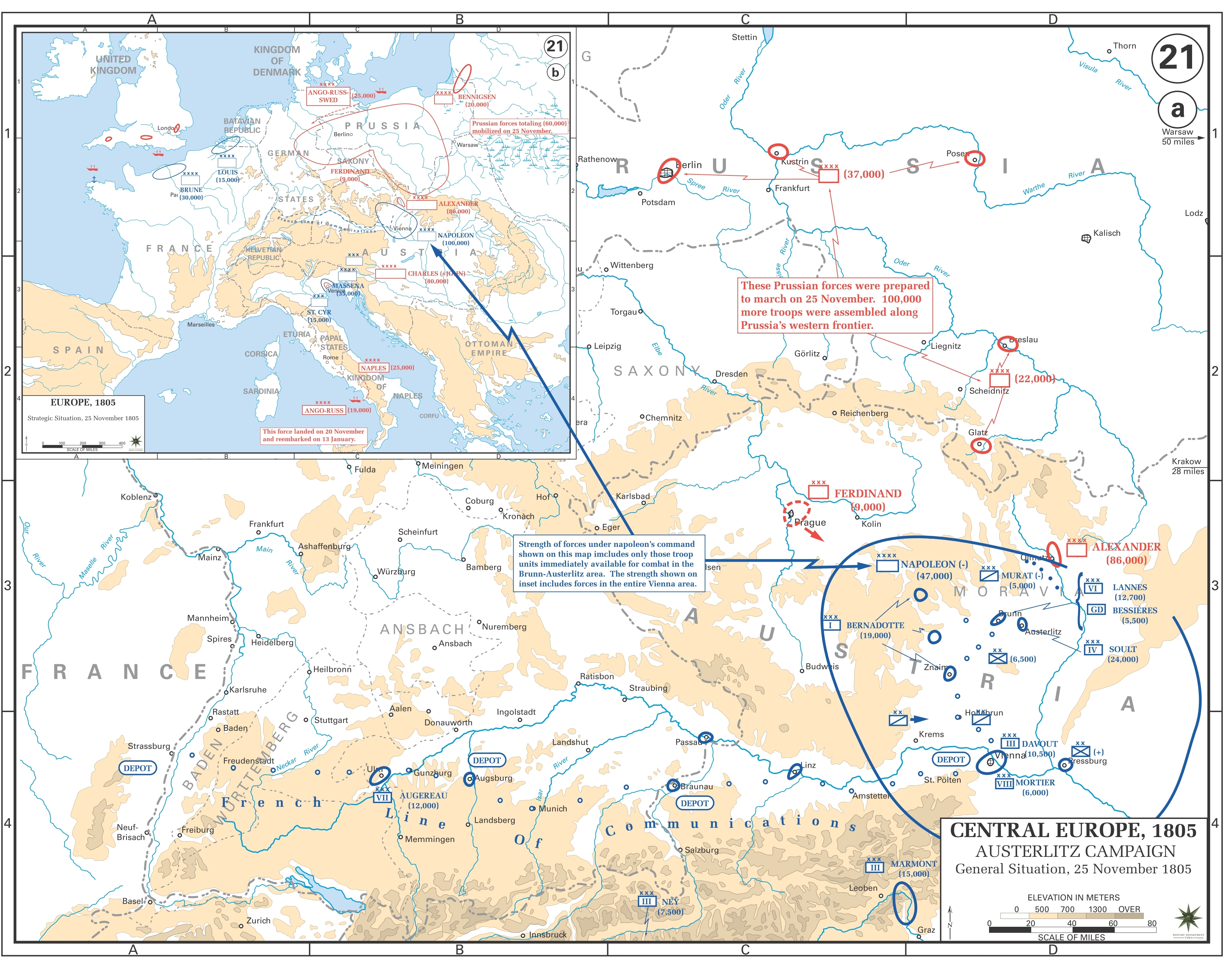
Situació general de la campanya d'Austerlitz

L'abril de 1805 el Regne Unit de la Gran Bretanya i Irlanda i Rússia van signar un tractat per a expulsar els francesos dels Països Baixos i Suïssa. Àustria es va unir a la Tercera Coalició després de l'annexió francesa de Gènova i la proclamació de Napoleó com a rei d'Itàlia. Els austríacs van començar la guerra envaint Baviera amb un exèrcit d'uns 70.000 homes sota el comandament de Karl Mack von Lieberich, i l'exèrcit francès va sortir de Boulogne a final de juliol de 1805 per a enfrontar-s'hi.
A la batalla d'Ulm (del 25 de setembre al 20 d'octubre), Napoleó va tractar de vèncer l'exèrcit de Mack amb una maniobra envoltant brillant, forçant la seva rendició sense pèrdues substancials. Amb l'exèrcit principal d'Àustria al nord dels Alps vençut (l'altre exèrcit sota el comandament de l'Arxiduc Carles havia acorralat l'exèrcit d'André Masséna a Itàlia amb resultats poc concloents), Napoleó va ocupar Viena.

## Desenvolupament tàctic
Lluny de les seves línies de subministrament, Napoleó es va enfrontar amb un exèrcit austríac i rus superior en nombre al seu i sota el comandament de Mikhaïl Kutúzov, amb els emperadors Francesc II del Sacre Imperi Romanogermànic i Alexandre I de Rússia presents, el 2 de desembre Napoleó va destrossar l'exèrcit combinat austrorús a la batalla d'Austerlitz, a Moràvia. Amb la participació decisiva de Nicolas Jean de Dieu Soult, la batalla és sovint considerada la seva major victòria i una obra mestra de la tàctica. Va infringir un total de 25.000 baixes a un exèrcit numèricament superior i els francesos en van tenir menys de 7.000 en les pròpies files.

## Conseqüències
La victòria francesa a Austerlitz va dur al final de la Tercera Coalició. El 26 de desembre de 1805, l'Imperi Austríac i l'imperi Francès van signar el Tractat de Pressburg, amb el qual Àustria va sortir de la guerra, reforçant el Tractat de Campo Formio i el Tractat de Lunéville, cedint territori als aliats alemanys de Napoleó, i va imposar una indemnització de 40 milions de francs als derrotats Habsburgs. A les tropes russes se'ls va permetre tornar a casa.
La victòria francesa a Austerlitz va costar-li a Àustria d'haver de cedir Venècia al Regne d'Itàlia (Napoleònic) i el Tirol a Baviera, i va permetre la creació de la Confederació del Rin, una col·lecció d'estats alemanys que servien de zona d'esmorteïment entre França i la resta d'Europa. El 1806, el Sacre Imperi Romanogermànic va deixar d'existir quan l'emperador Francesc II manté el d'Emperador d'Àustria com el seu únic títol oficial. Tot això no va servir per establir una pau duradora al continent ja que Prússia cada vegada es preocupa més per la influència francesa a l'Europa Central i va desencadenar la Guerra de la Quarta Coalició el 1806.

## Commemoració
Com a commemoració de la victòria de Napoleó es va aixecar la Columna d'Austerlitz a la Place Vendôme de Paris.